# Notfallvorsorge
Notfallvorsorge beschreibt die alltägliche medizinische Absicherung der in Deutschland lebenden Menschen. Sie stellt damit gleichsam das Pendant zum Katastrophenschutz dar, der die Versorgung der Bürger in einer Großschadenslage sichert.
Sie ist im öffentlichen Raum verfassungsmäßige Aufgabe der Kommunen: sie stellen einen bedarfsangepassten Rettungsdienst.
Private Veranstalter haben gemäß einschlägiger Verwaltungsvorschriften die Notfallversorgung ihrer Besucher zum Beispiel durch Bestellung eines Sanitätswachdienstes (SWD) bei den anerkannten Hilfsorganisationen (ASB, DRK, JUH, MHD, DLRG) oder privaten Anbietern zu sichern. Die Bemessung des Umfanges einer solchen Sanitäts-Betreuung obliegt der zuständigen Ordnungsbehörde bzw. Sonderordnungsbehörde anhand entsprechender Planungshilfen (zum Beispiel das Maurer-Schema).
Die Ausbildung von Führungskräften im Bereich Notfallvorsorge erfolgt im Fachbereich 5 der Bundesakademie für Bevölkerungsschutz und Zivile Verteidigung (BABZ).